# Neurometabolische Erkrankung
Unter dem Oberbegriff neurometabolische Erkrankungen (Systemische Stoffwechselstörungen mit teilweise oder ausschließlich neuropsychiatrischen Symptomen) werden in der Medizin eine Reihe von Stoffwechselerkrankungen zusammengefasst, die im klinischen Bild durch die Einbeziehung des Zentralnervensystems auffallen. Die Auftretenshäufigkeit beträgt etwa 1:500, sie werden häufig zu den neuropsychiatrischen Syndromen gezählt. Die Symptome gleichen teilweise jenen von psychogenen ("seelischen") Störungen und sind leicht mit diesen zu verwechseln.

## Diagnose
Die Diagnose wird neben einer gründlichen Anamnese und der Bewertung der klinischen Befunde durch spezielle Laboruntersuchungen gestellt (z. B. selektives Stoffwechsel-Screening, spezielle Untersuchungen von Körperflüssigkeiten und Körpergeweben).
Im Kindesalter sind neurometabolische Erkrankungen eine häufige Ursache für die Entwicklung einer Epilepsie, so dass umgekehrt bei Kindern mit zerebralen Krampfanfällen auch die Möglichkeit des Vorliegens einer neurometabolischen Erkrankung in Betracht gezogen werden sollte.

## Beispiele
Es gibt eine Vielzahl von neurometabolischen Erkrankungen. Beispiele sind unter anderem:
- Adrenoleukodystrophie
- Glutarazidurie Typ I
- Glykosylierungsstörungen
- Mitochondriale Enoyl-CoA-Reduktase-Protein-assoziierte Neurodegeneration (MEPAN-Syndrom)
- Morbus Fabry
- Morbus Gaucher
- Neurotransmitterstörungen
- Störungen des Kynureninstoffwechsels
- Pyruvat-Carboxylase-Mangel
- Pyruvat-Dehydrogenase-Mangel